# توماس دوفور
توماس دوفور (بالفرنسية: Thomas Dufour)‏ هو لاعب كرلنغ فرنسي، ولد في 12 فبراير 1973 في شاموني في فرنسا.

## وصلات خارجية
- توماس دوفور على موقع الاتحاد الدولي للكرلنغ (الإنجليزية)
- توماس دوفور على موقع اللجنة الأولمبية الدولية (الإنجليزية)
- توماس دوفور على موقع أوليمبيديا (الإنجليزية)
- توماس دوفور على موقع اللجنة الأولمبية الفرنسية (مؤرشف) (الفرنسية)